# زیردریایی کلاس هلند
زیردریایی کلاس هلند (به انگلیسی: Holland-class submarine) یک کلاس از زیردریایی است که طول آن ۶۳ فوت ۱۰ اینچ (۱۹٫۴۶ متر) می‌باشد.